# Танкович Дмитро Леонідович
Танкович Дмитро Леонідович (нар. 9 квітня 1977, Мінськ, Білорусь) — український та білоруський телеведучий.

## Біографія
Дмитро Танкович закінчив школу зі срібною медаллю. Навчався у Білоруському державному економічному університеті.
З 1996 по 2004 роки був капітаном команди КВК «ЧП» (Мінськ).
27 лютого 2022 року Дмитро Танкович звернувся до білорусів із закликом відмовитися підтримувати російську агресію проти України.

## Кар'єра
- 2000—2002 роки — ведучий гумористичної програми «Доктор Ікс», 8 канал білоруського телебачення;
- 2002 рік — ведучий музично-розважальної програми «Брати Грімм», 8 канал білоруського телебачення; ведучий гумористично-розважальної програми «Барахти з бухти», БТ (Білорусь);
- 2003—2004 роки — ведучий гумористично-розважальної програми «Незвичайний концерт», ОНТ (Білорусь);
- В 2005 році перїхав до Києва, та продовжив творчу діяльність.[3]
- 2007—2008 роки — ведучий музично-розважальної програми «Великолепная пятерка», канал ОНТ (Білорусь); ведучий концертних програм «Музичні вечори в Мирському замку», ОНТ (Білорусь);
- 2009 рік — ведучий програми «Рекламна пауза», ОНТ (Білорусь); ведучий шоу «Битва титанів» телеканал ОНТ;
- з 2010 року — ведучий ток-шоу «Країна чекає»; ток-шоу «Другий шанс» разом із Євгеном Сморигіним;
- з травня 2010 року — ведучий гумористичної програми «Смішні люди» разом із Євгеном Сморигіним;
- з 2011 року — ведучий шоу «Танці з зірками» та пост-шоу «МастерШеф» (Білорусь)[1];
- 2013 р. — вів шоу «Кулінарна династія-2», «СТБ»;
- 2013 р. — шоу «Куб-4», «СТБ» — ведучий;
- 2013 р. — шоу «Танцюють всі-6», «СТБ» — ведучий;
- 2014 р. — шоу «Куб-5», «СТБ» — ведучий;
- 2014 р. — шоу «Танцюють всі-7», «СТБ» — ведучий;
- 2014 р. — Скетчком «Коли ми вдома», «СТБ» — креативний продюсер, сценарист;
- 2015 р. — шоу «Україна має талант — 7», «СТБ» — ведучий;
- 2015 р. — шоу «Танцюють всі-8», «СТБ» — ведучий;
- 2016 р. — шоу «Україна має талант. Діти», «СТБ» — ведучий;
- 2016 р. — шоу «Танцюють всі-9», «СТБ» — ведучий;
- 2017 р. — шоу «Україна має талант. Діти-2», «СТБ» — ведучий;
- 2020 р. — працює на YouTube-каналі білоруського опозиційного каналу NEXTA. Співведучий новин «NEXTA Live».
- 2022 р — нова рубрика «А я вам зараз покажу». Автор і ведучий.

### Після повномаштабного вторгнення в Україну
В 2022 році — став ведучим «Добрий вечір, ми з Києва», «Київ»; Доєднався до випусків Youtube каналу «NEXTA», як ведучий авторської програми «А я зараз вам покажу…» («А я вам сейчас покажу…»). Продовжив брати участь у випусках «Дизель Шоу»

## Особисте життя
Дмитро Танкович одружений та має доньку.

## Нагороди
КВК
- Чемпіон Білоруського Клубу веселих і кмітливих, Відкритого Чемпіонату КВК Балтії (1998 р.);
- Чемпіон Євроліги Міжнародної спілки КВК (1999 р.);
- Чемпіон Відкритої Української ліги КВК (2000 р.);
- Володар Президентського призу на Міжнародному фестивалі «Голосящий КіВіК-2004» (2004 р.);
- Володар «Великого КіВіКа у світлому» на Міжнародному фестивалі «Голосящий КіВіК-2005»; віце-чемпіон вищої ліги Міжнародної спілки КВК (2005 р.)[1].

Телебачення
- Найкращий ведучий музично-розважальної програми («Великолепная пятерка», ОНТ) п'ятого національного телевізійного конкурсу «Телевершина» (Білорусь) разом Євгеном Сморігіним[1].